# Naonobu (cráter)

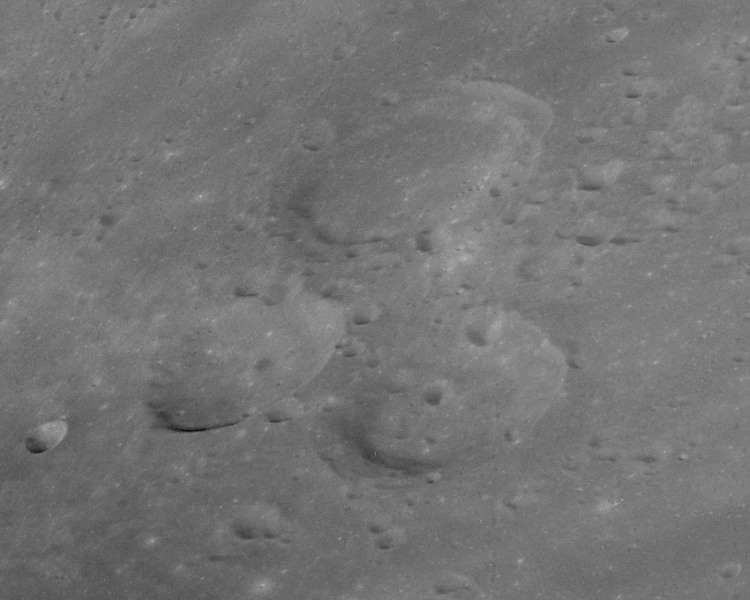
Vista oblicua de Bilharz (arriba), Atwood (abajo a la izquierda) y Naonobu. Fotografía de la misión Apolo 11.

Naonobu es un pequeño cráter de impacto lunar que está localizado en el sector este de Mare Fecunditatis, al noroeste del prominente cráter Langrenus. Nanobu conforma una formación triple de cráter en conjunto con los cráteres adyacentes Atwood al sur y Bilharz al suroeste. Nanobu y Atwood están separados solo por unos pocos kilómetros. 
|  |

El interior de este cráter ha sido inundado por la lava basáltica, dejando un interior relativamente plano y un borde exterior reducido. No hay pico central pero presenta unos pequeños cráteres situados justo al suroeste del punto medio. Un cratercillo un poco más grande se encuentra en el interior oeste del borde. 
Este cráter fue previamente designado como Langrenus B antes de ser renombrado por la UAI.
|  |  |